# خورخي رودريغيز (لاعب كرة قدم أمريكي)
خورخي رودريغيز (بالإنجليزية: Jorge Rodríguez)‏ هو لاعب كرة قدم أمريكي، ولد في 8 مارس 1990 في إيست هارتفورد في الولايات المتحدة. شارك مع منتخب بورتوريكو لكرة القدم. أما مع النوادي، فقد لعب مع Hartford Hawks ‏.

## وصلات خارجية
- خورخي رودريغيز على موقع الاتحاد الدولي (مؤرشف)  (الإنجليزية)
- خورخي رودريغيز على موقع قاعدة بيانات كرة القدم.إي يو (الإنجليزية)
- خورخي رودريغيز على موقع ناشيونال فوتبول تيمز (الإنجليزية)